# 広島車両所
広島車両所（ひろしましゃりょうしょ）は、広島県広島市東区にある日本貨物鉄道（JR貨物）の車両基地および工場である。
敷地面積77,803m2。現在は、広島車両所に所属する車両は存在しない。主な業務としては、関西支社に所属する電気機関車・ディーゼル機関車や貨車の検修を行っている。その他に関連施設として、広島貨物ターミナル駅東端の天神川駅に挟まれた場所に仕業検査センターがあり、仕業検査を行っている。
なお、広島機関区は乗務員区であり、検修業務は行っていない。
毎年10月20日頃に一般公開している（貨物フェスティバル）。また、修理工場第1主棟・動力室・油庫は1945年（昭和20年）の原爆投下時に被爆した被爆建物でもある。
2032年度までの工期で現地建て替えによる大規模な改修が計画されている。

## 所在地
広島県広島市東区矢賀5丁目1-1
JR芸備線の矢賀駅に近い（同駅から徒歩7分）。
機関車検修業務を行う第1主棟と、貨車検修業務を行う第2主棟が存在する。第1主棟の西側にかつては西日本旅客鉄道（JR西日本）の電車交検庫があり、同社が所属電車の交番検査を行っていた。

## 車体に記される略号

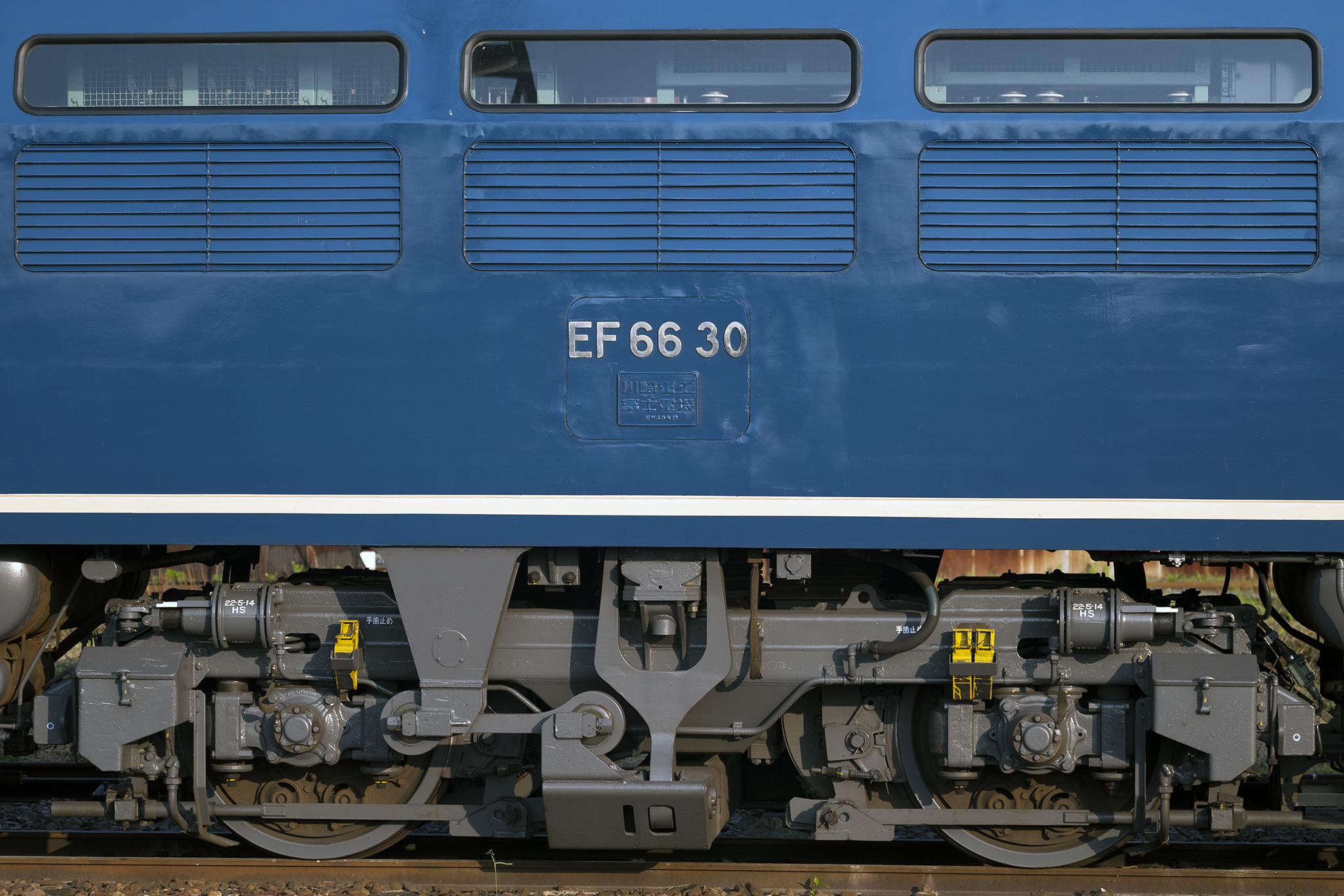
広島車両所にて全般検査を受けた車両。台車に検査年月日およびHSが書かれる。

- 整備済み車両：「HS」…台車に和暦で検査年月日と共に手書きされる。

## 所属車両
2024年12月現在、所属車両は配置なし。

### その他
- 構内入換用に20t入換動車が配置されている。（DB500形など）また、1987年3月から軌陸両用の貨車移動用蓄電池車が導入され[7][8]、主に貨車検修用の第2主棟内で使用されている。

## 保存車両
- D52 1（準鉄道記念物）
- EF59 21
- EF66 1[9]（広島側のみ飾りあり）
- EF500-901
- EF200-10（オリジナルカラー）
- EF67 1
- EF67 105

### 過去の保存車両
- EF66 11[10]
- EF65 75[11]
- EF58 113（前頭部のみ）[12]
- EF81 5（試験塗装）
- EF59 16（先頭部のみ）
- EF61 4（前頭部のみ）
- EF66 30（社員研修用塗装機・JR貨物更新色）

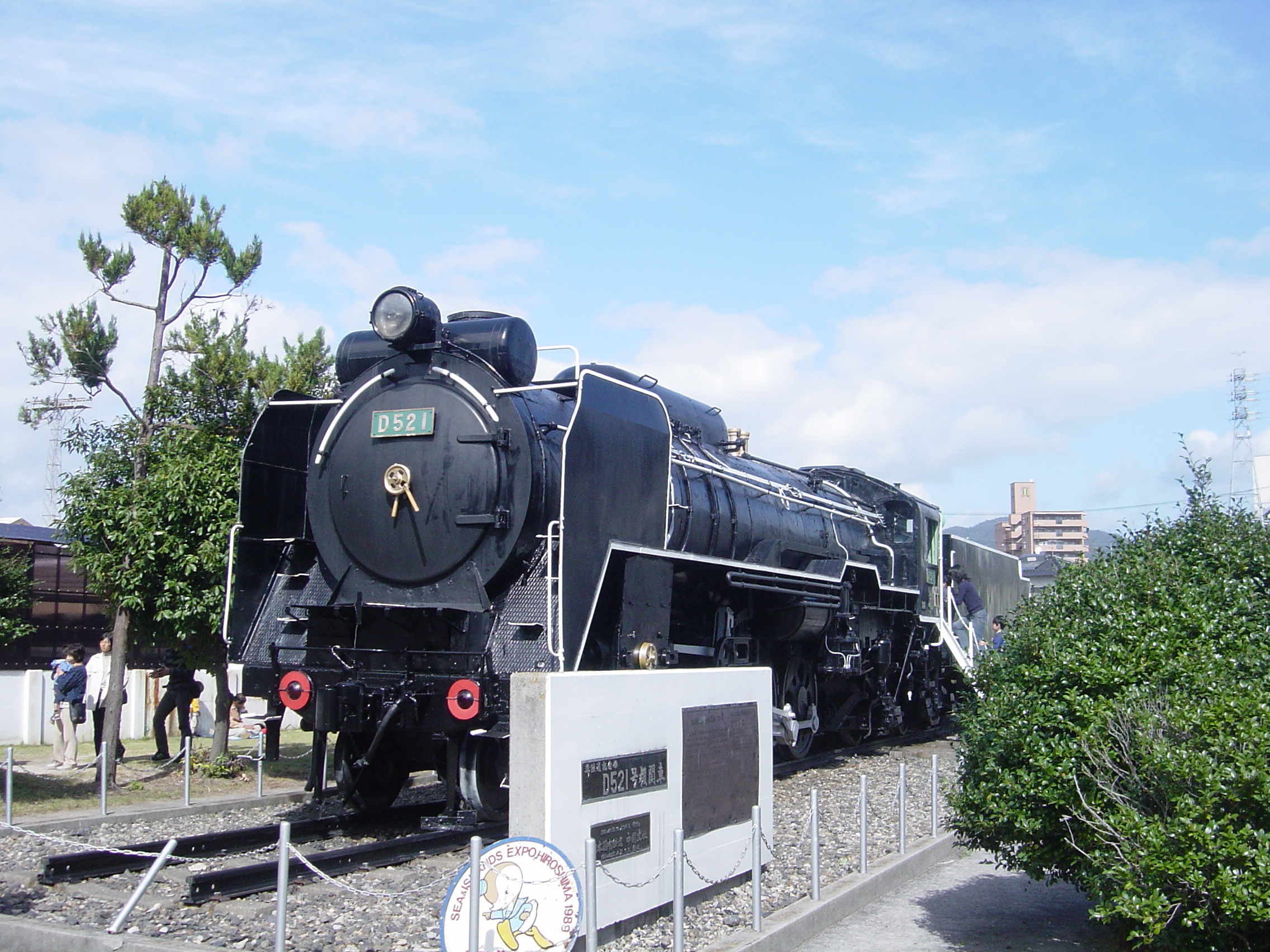
D52 1
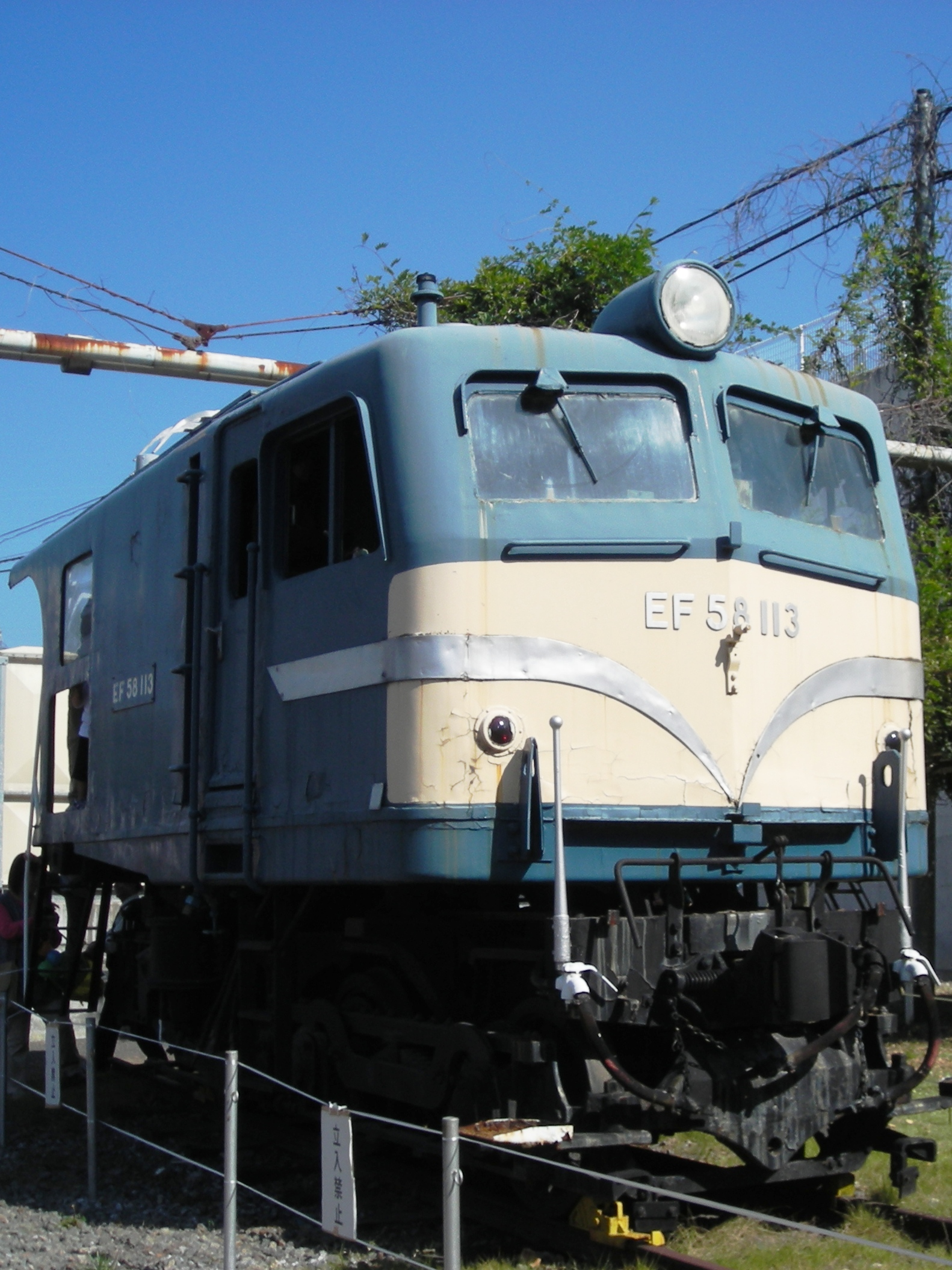
EF58 113
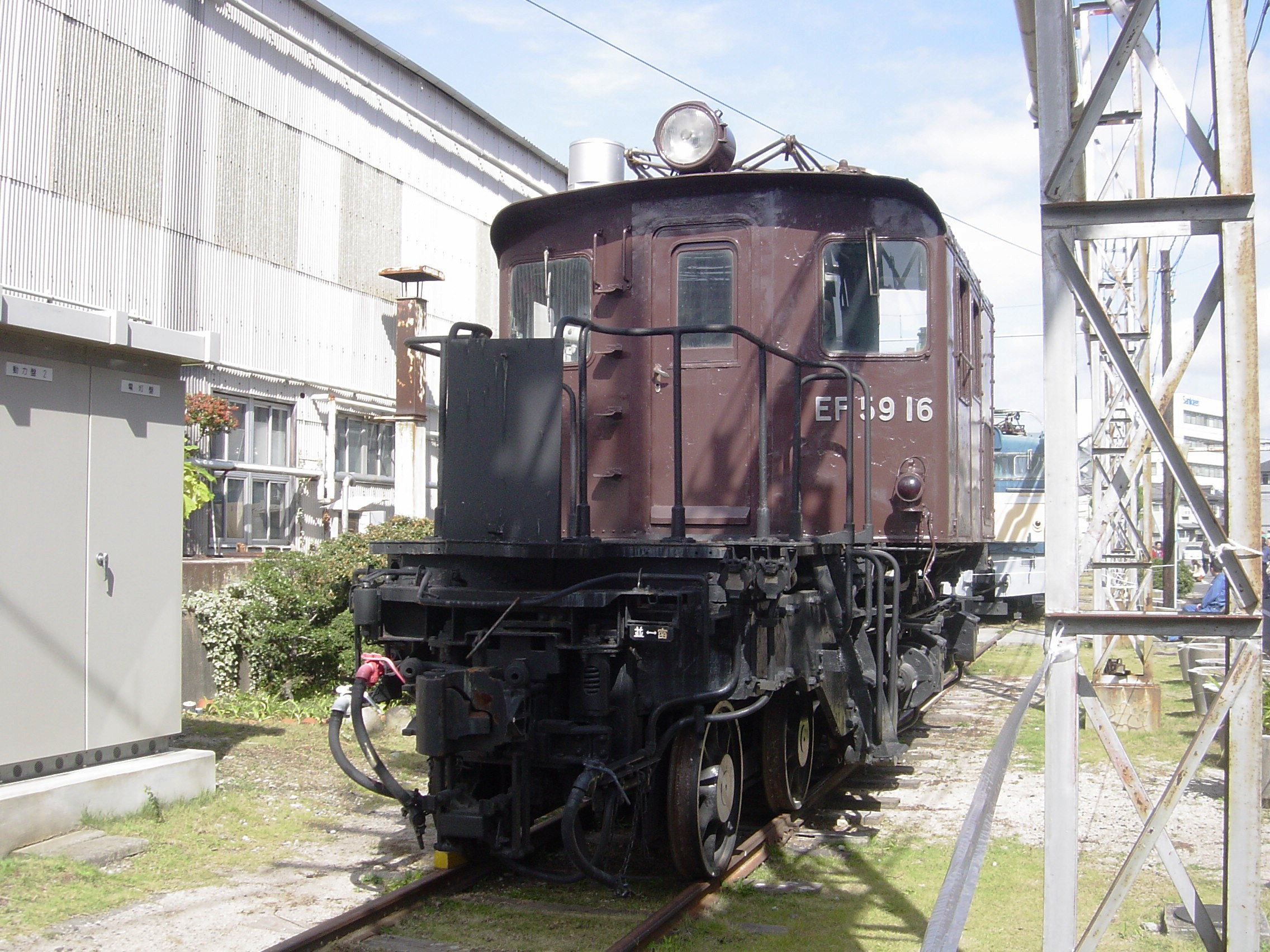
EF59 16
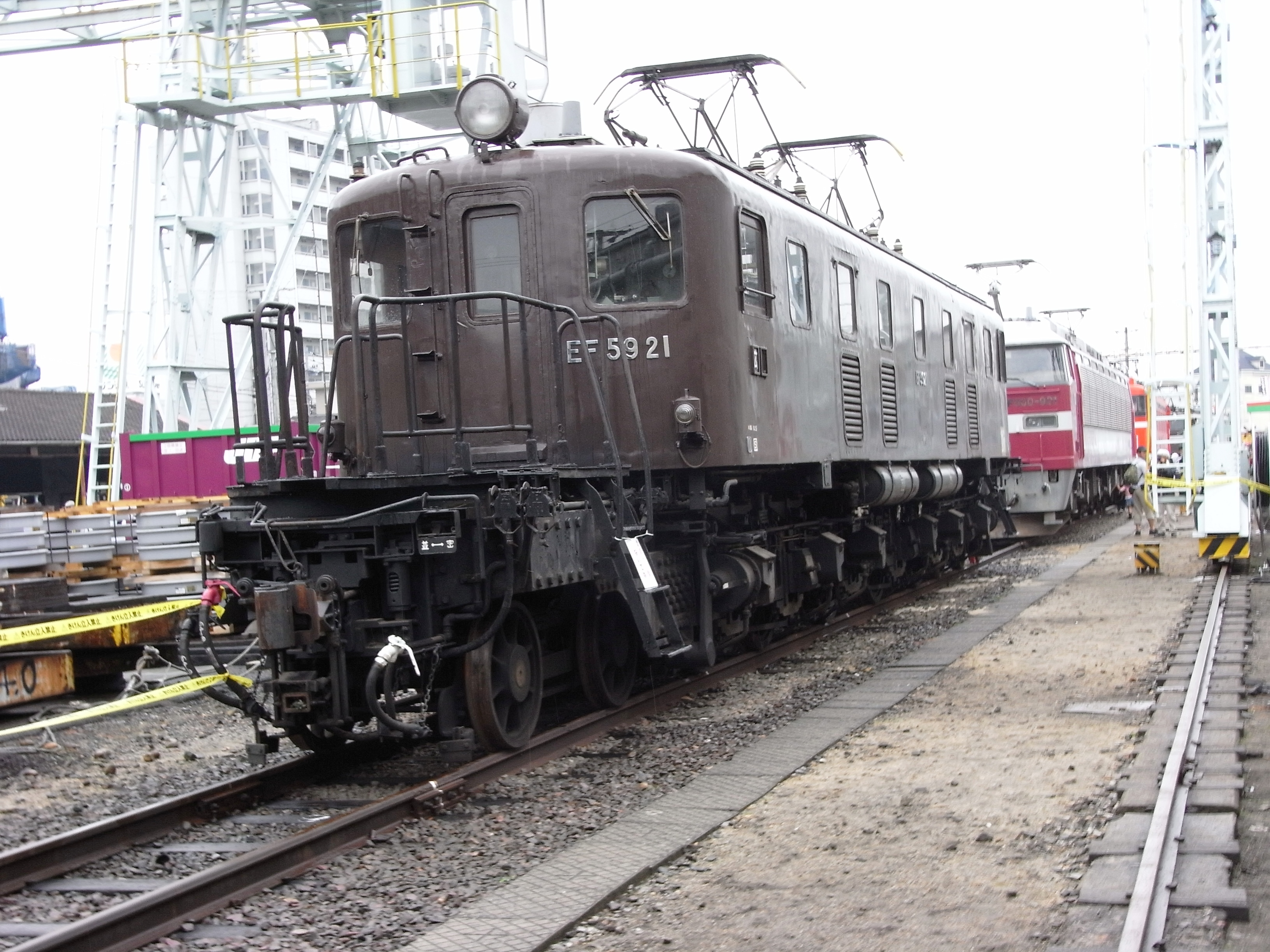
EF59 21
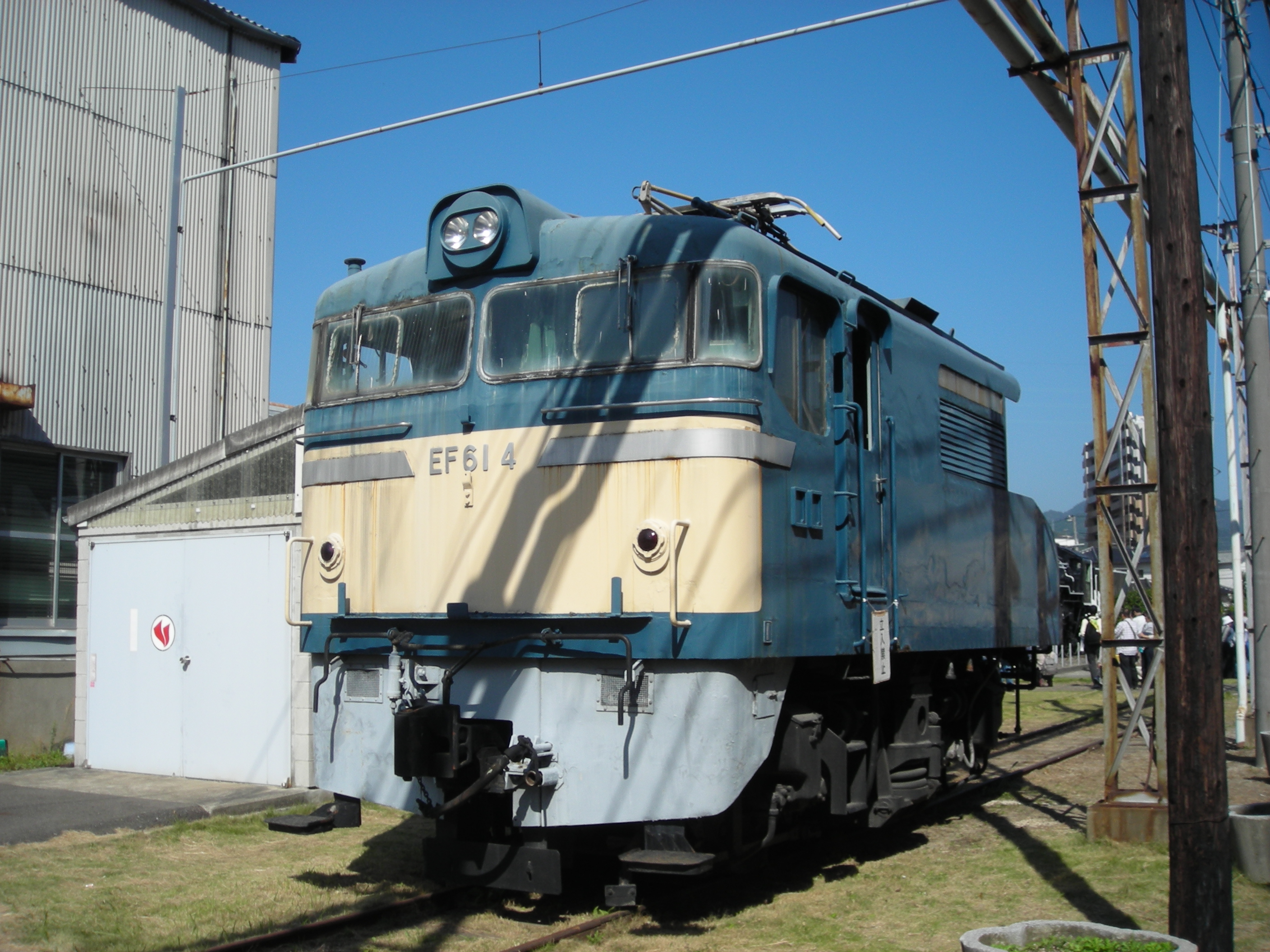
EF61 4
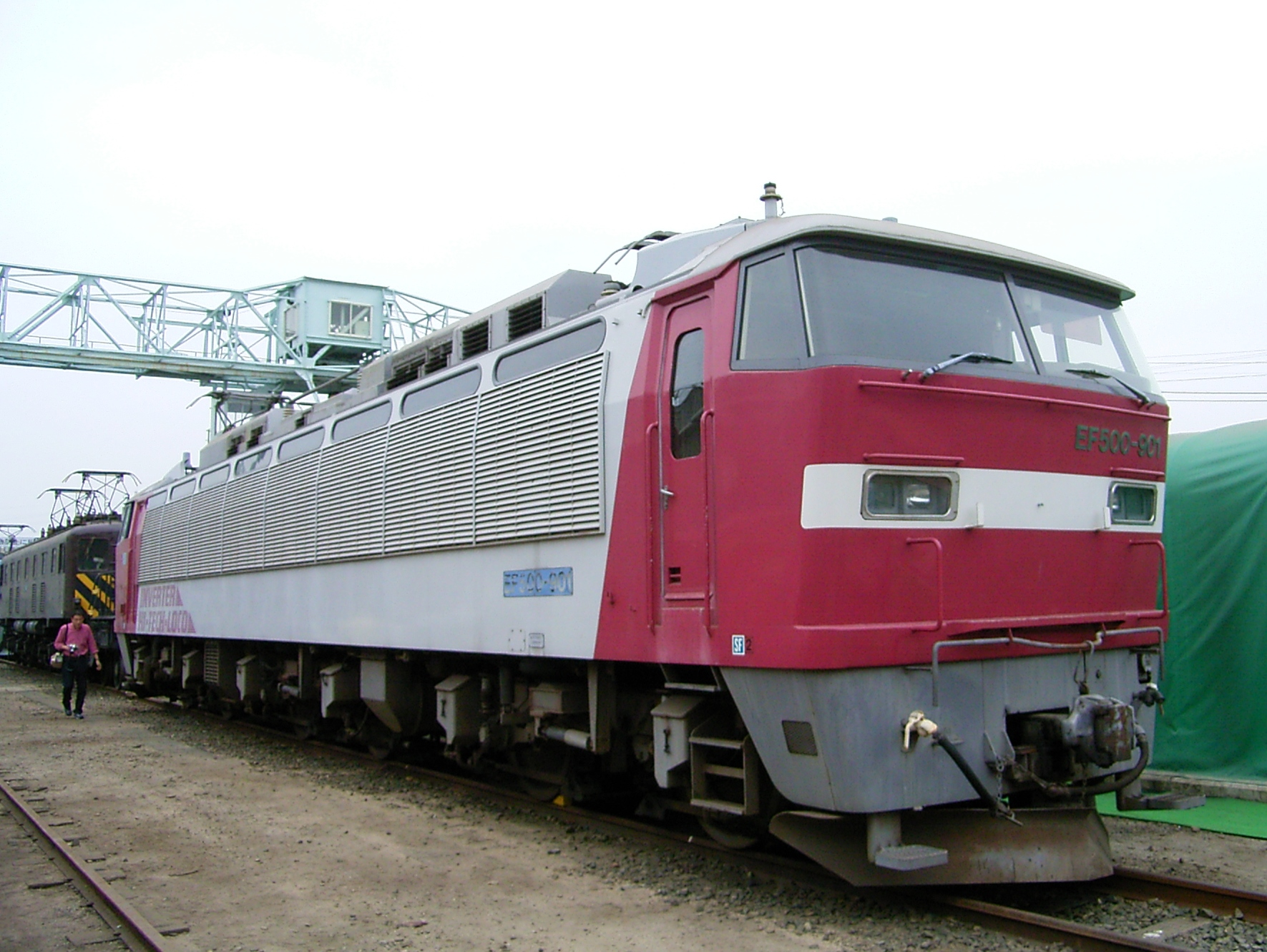
EF500 901
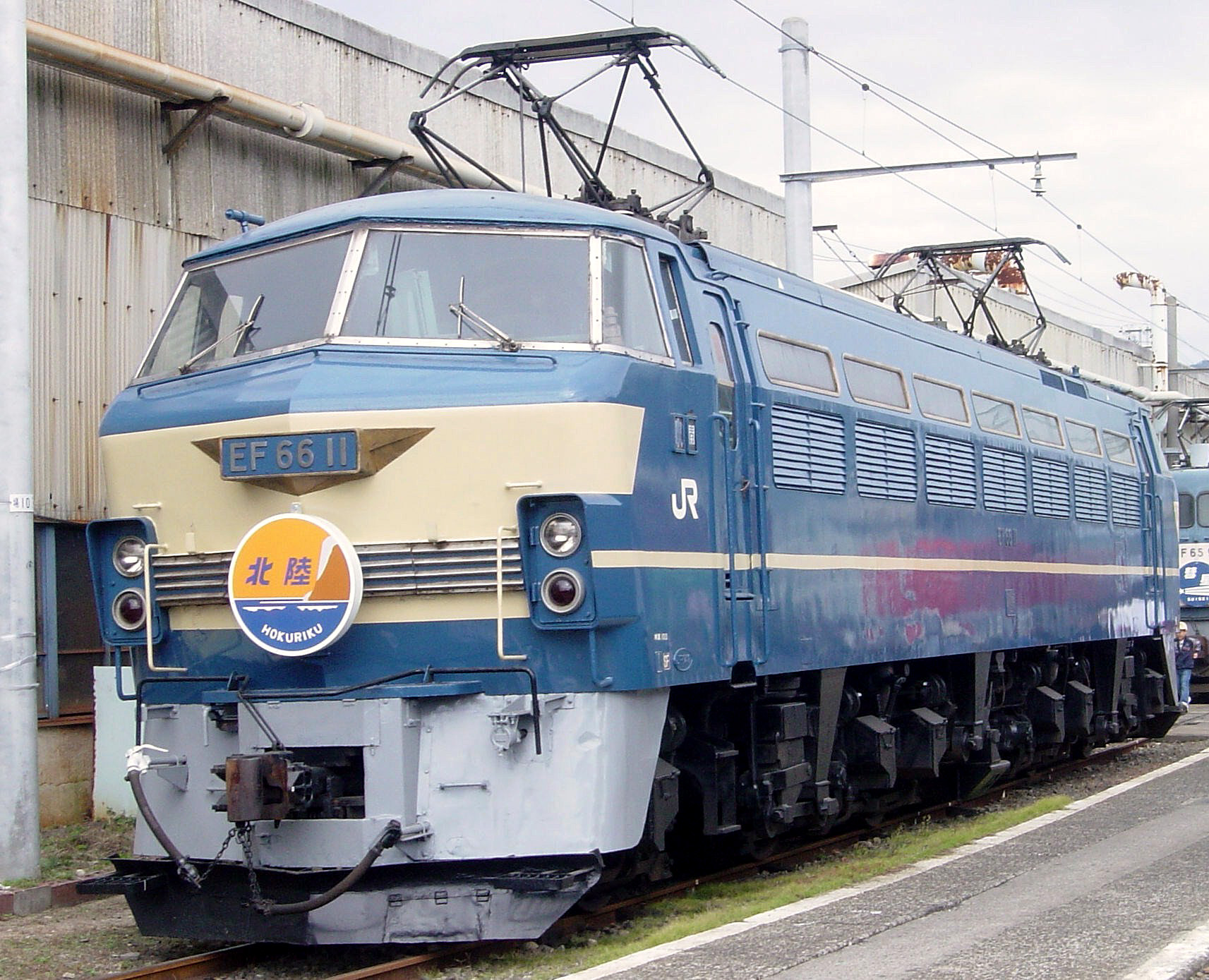
EF66 11

## 歴史
- 1943年（昭和18年）3月23日 - 鉄道省広島鉄道管理局広島工機部として開所[1]。蒸気機関車の検修を開始[1]。
- 1945年（昭和20年）8月6日 - 被爆。ここは爆心地から4.25kmに位置した。建物の窓ガラスは粉々に砕け、木材は吹き飛ばされたが、建物の倒壊は免れた。その当日、臨時救護所として市内から避難してきた被爆者を収容、職員が救護にあたった。翌8月7日、業務を再開、蒸気機関車の整備を行い始めた。
- 1949年（昭和24年）6月1日 - 日本国有鉄道に移管。
- 1955年（昭和30年） - 広島工場に改称。
- 1960年（昭和35年）2月 - ディーゼル機関車の検修を開始[1]。
- 1962年（昭和37年）
  - 4月 - 気動車の検修を開始[1]。
  - 5月 - 電車の検修を開始[1]。
  - 10月 - 電気機関車の検修を開始[1]。
- 1964年（昭和39年）10月 - 貨車の検修を開始[1]。
- 1973年（昭和48年）9月 - 蒸気機関車の検修を終了[1]。最終出場車はD51 214[1]。
- 1984年（昭和59年）5月 - 客車の検修を開始[1]。
- 1985年（昭和60年）3月 - 組織改正に伴い、広島車両所に改称[1]。
- 1987年（昭和62年）4月1日 - 国鉄分割民営化により、JR貨物に継承。
- 1991年（平成3年） - 西日本旅客鉄道（JR西日本）所属電車・気動車の重要部検査の受託を終了[13]。
- 1996年（平成8年）4月 - 広島機関区の検修部門を統合[1]。
- 2000年（平成12年）4月 - 鷹取工場閉鎖に伴い、梅田貨車区の業務を担当[1]。
- 2021年（令和3年）広島機関区所属の車両が全車転属完了